# 中華人民共和国情報産業部
中華人民共和国情報産業部（じょうほうさんぎょうぶ）は、中華人民共和国国務院に属する行政部門。情報事業を管轄していた。
1998年3月10日、第9期全人代第1回会議で通過した「国務院機構改革に関する決定」により設立。3月31日に正式スタート。国務院の下部組織が担当していた情報産業と関連政策の制定、郵電部と電子工業部、広播電影電視部、航天工業総公司、航空工業総公司の情報、ネットワーク管理を引き継ぐ。
2008年、第11期全人代第1回会議で工業情報化部へ発展解消となった。

## 歴任部長
- 呉基偉
- 王旭東

## 下位機構
13の職能司が置かれている。弁公庁、政策法規司、総合計画司、科学技術司、経済体制改革と経済運営司、電信管理局、経済調節・通信清算司、電子情報製品管理司、軍需産業電子局、情報化促進司、無線電信管理局、外事司、人事司。